# Synthymia sabulosa
Synthymia sabulosa là một loài bướm đêm trong họ Noctuidae.